# مانوئل خورخه دومینگز
مانوئل خورخه دومینگز (اسپانیایی: Manuel Jorge Domínguez‎؛ زادهٔ ۸ دسامبر ۱۹۶۲) دوچرخه‌سوار اهل اسپانیا است. وی در بازی‌های المپیک تابستانی ۱۹۸۴ شرکت کرده است.